# Jan Rzymełka

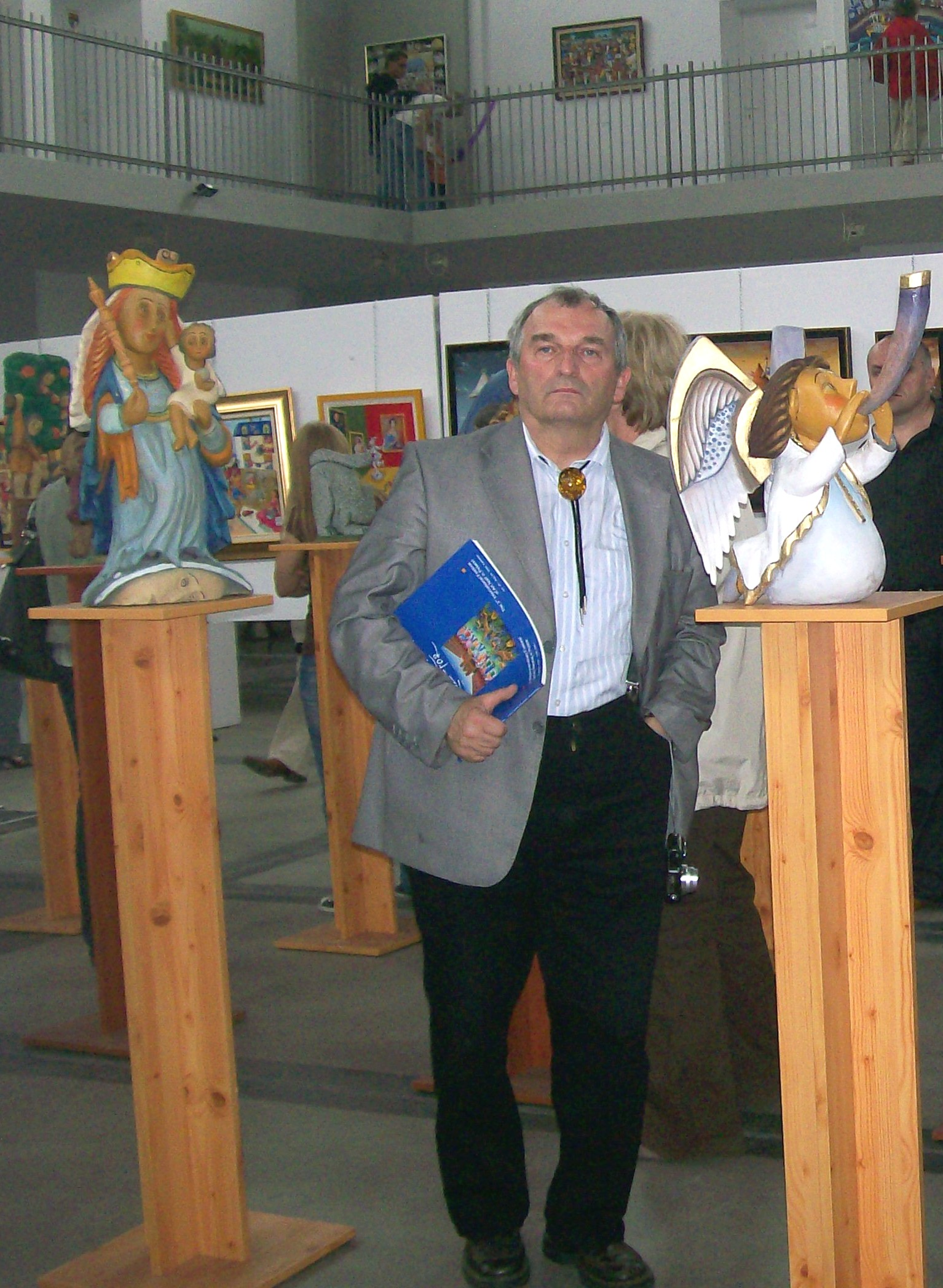
Jan Rzymełka (2009)

Jan Antoni Rzymełka (* 7. Juni 1952 in Katowice) ist ein polnischer Politiker (KLD, UW, PO). Er gehörte von 1989 bis 1993, von 2000 bis 2011 sowie 2014/15 dem Sejm in der X. (Volksrepublik), I., III., IV., V., VI. und VII. (Dritte Republik) Wahlperiode an.

## Leben und Beruf
Rzymełka schloss sein Geologiestudium an der Berg- und Hüttenakademie Krakau 1976 ab. Anschließend studierte er an der Jagiellonen-Universität von welcher er 1978 seinen Magister in erhielt. Zugleich war er ab 1977 als Dozent an der Schlesischen Universität in Katowice tätig. Nach seinem Abschluss in Krakau ging er zurück nach Katowice wo 1980 an der Schlesischen Universität promoviert wurde.
Jan Rzymełka ist verheiratet und hat zwei Kinder.

## Politik
Ab 1980 war er in der Solidarność aktiv und bis 1989 war er stellvertretender Vorsitzender der Gewerkschaft an der Schlesischen Universität und übte weitere Funktionen aus. Mit dem Verbot der Gewerkschaft und der Verkündung des Kriegsrechts wurde Rzymełka am 13. Dezember 1981 interniert. Als er ein halbes Jahr später entlassen wurde, war er im Untergrund für die Solidarność tätig. Bei den halbfreien Wahlen zum „Vertragssejm“ am 4. Juni 1989 wurde er für das Komitet Obywatelski „Solidarność“ mit 144.559 Stimmen in den Sejm gewählt, es war die letzte Wahl am Ende der Volksrepublik Polen, bei welcher erstmals eine wirkliche Opposition zugelassen war. Bei der ersten vollständig freien Wahl 1991 in der Dritten Polnischen Republik konnte er ein Mandat für den Kongres Liberalno-Demokratyczny (KLD) erringen. Als der KLD bei der Wahl 1993 an der Sperrklausel scheiterte, schied er aus dem Parlament aus. Die Partei schloss sich daraufhin 1994 mit der Unia Demokratyczna (UD) zur Unia Wolności (UW) zusammen. Für diese wurde Jan Rzymełka bei den Selbstverwaltungswahlen 1994 Mitglied des Stadtrates von Katowice. Im selben Jahr wurde er zum Mitglied und dann stellvertretender Vorsitzender des Woiwodschaftssejmik der Wojewodschaft Katowice. 1998 bis 2000 war er Mitglied des Sejmik der neugebildeten Wojewodschaft Schlesien. Bei der Parlamentswahlen 1997 kandidierte er für die UW, verpasste aber zunächst ein Mandat. Am 1. März 2000 rückte er für Irena Lipowicz, die zur polnischen Botschafterin Österreich ernannt worden war, in den Sejm nach. Er schloss sich jedoch nicht der UW-Fraktion an, sondern blieb fraktionslos. Bei der Parlamentswahl 2001 wurde er als parteiloser Kandidat für die neugegründete Platforma Obywatelska (PO) wieder in den Sejm gewählt. Im Februar 2002 wurde Jan Rzymełka Mitglied der PO. Während er bei der Europawahl 2004 scheiterte, wurde er bei den Wahlen 2005 mit 8.878 und bei den vorgezogenen Wahlen 2007 mit 8.958 Stimmen gewählt. Bei der Wahl 2011 scheiterte er zunächst, rückte aber am 5. Juni 2014 für Marek Plura nach, der in das Europäische Parlament gewählt worden war, in das Parlament nach. Bei der Parlamentswahl 2015 scheiterte er erneut und schied endgültig aus dem Sejm aus.

## Ehrungen
- 2011 Ritterkreuz des Ordens Polonia Restituta[12]